# Весёлое (Переяслав-Хмельницкий район)
Весёлое (укр. Веселе) — село, входит в Переяслав-Хмельницкий район Киевской области Украины.
Население по переписи 2001 года составляло 281 человек. Занимает площадь 0,71 км².

## Местный совет
08436, Київська обл., Переяслав-Хмельницький р-н, с. Стовп’яги, вул. Дружби,24

## История
Веселое выделилось из Гречаников после 1945 года,на картах 1868 года и Шуберта ему соответствует хутор Гречаники, а Гречаникам — деревня